# キーガン・ファリア
キーガン・ファリア（Keagen Faria、1994年12月10日 - ）は、ジャパンラグビーリーグワンNECグリーンロケッツ東葛に所属するラグビーユニオンの選手。

## プロフィール
- ニュージーランド・ハミルトン 出身。
- ポジションはウィング(WTB)、フルバック(FB)。
- 身長 183 cm、体重 85 kg
- ニックネームはManba。
- インド国籍である[1]。

## 略歴
セントジョーンズ大学、マリストクラブを経て、2019年にリコーブラックラムズ(現・リコーブラックラムズ東京)に加入。
2020年1月12日にジャパンラグビートップリーグ第1節Honda HEAT戦に途中出場で日本での公式戦初出場を果たす。
2021年に静岡ブルーレヴズに加入、
2024年7月、NECグリーンロケッツ東葛に入団。

## 受賞歴

### リーグワン
- 2024-25ベストラインブレイカー(DIVISION 2)